# Tournefortia ternata
Tournefortia ternata är en strävbladig växtart som beskrevs av Nathaniel Wallich. Tournefortia ternata ingår i släktet Tournefortia och familjen strävbladiga växter. Inga underarter finns listade i Catalogue of Life.